# Emily Levesque
Pour les articles homonymes, voir Levesque.
Emily Levesque est une astronome américaine, professeure adjointe au Département d'astronomie de l'Université de Washington. Elle est réputée pour son travail sur les étoiles massives et l'utilisation de ces étoiles pour étudier la formation des galaxies. En 2014, elle a reçu le prix Annie Jump Cannon pour son travail innovant sur les sursauts gamma puis la bourse Sloan en 2017. En 2015, Emily Levesque, Rachel Bezanson et  Grant R. Tremblay ont publié un article influent, qui critiquait l'utilisation du Physics GRE comme critère de seuil des admissions pour les programmes d'études supérieures en astronomie en montrant qu'il n'y avait pas de corrélation statistique entre le score du candidat et le succès ultérieur dans sa carrière universitaire. Par la suite, l'American Astronomical Society a adopté la position selon laquelle le Physics GRE ne devrait pas être obligatoire pour les candidatures aux cycles supérieurs, et de nombreux programmes d'astronomie des cycles supérieurs ont depuis supprimé le Physics GRE des éléments obligatoires de leurs candidatures pour les cycles supérieurs .

## Petite enfance et éducation
Emily Levesque a grandi à Taunton, dans le Massachusetts. Elle a reçu son diplôme de premier cycle en physique au MIT en 2006, suivi d'un doctorat (Ph.D.) en astronomie à l'Université d'Hawaï en 2010.

## Carrière universitaire
De 2010 à 2015, Emily Levesque a été chercheuse post-doctorale à l'Université du Colorado avec une bourse Einstein de 2010 à 2013 puis une bourse Hubble de 2013 à 2015,. Elle est professeure adjointe au Département d'astronomie de l'Université de Washington depuis 2015.

## Recherche

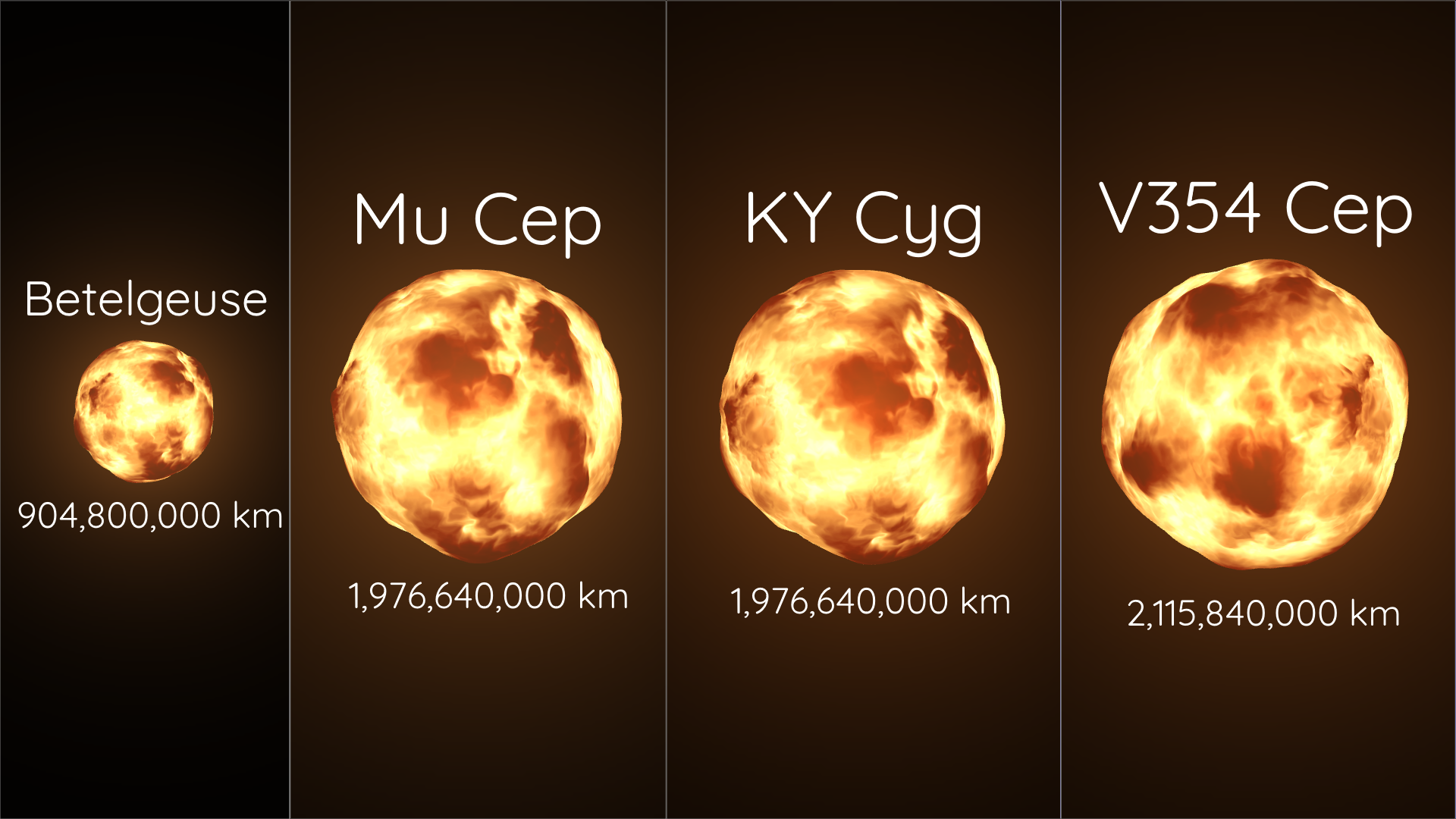
Comparaison de taille de Bételgeuse, Mu Cephei, KY Cygni et V354 Cephei selon la publication d'Emily Levesque.

Emily Levesque utilise à la fois des observations et des modélisations dans son travail. Dans la partie ultraviolette du spectre, elle utilise le télescope spatial Hubble pour obtenir des spectres de galaxies formatrices d'étoiles. Dans le domaine optique, elle utilise les observatoires Gemini et Keck, au Mauna Kea, et les observatoires de Las Campanas, au Chili, pour étudier les supergéantes rouges dans la Voie lactée et dans les nuages de Magellan. Elle a découvert de nombreuses nouvelles supergéantes rouges, ainsi que le premier candidat pour un objet Thorne-Żytkow.
Emily Levesque et Jamie Lomax ont également déclenché un phénomène d'arachnoastronomie sur Twitter avec l'araignée sauteuse avec l'aide de Nathan Morehouse qui étudie la vue de l'araignée à l'Université de Cincinnati,.